# Dactylaria candida
Dactylaria candida (укр. дактиларія біла) — вид грибів роду Dactylaria. Гриб класифікували у 1886 році.

## Будова
Грибниця росте повільно. Має два види пасток — великі 15-23 мкм кільця та 4-7 мкм клейкі вирости.

## Життєвий цикл
Цей гриб паразитує, полюючи на нематод. Гіфи виростають у вигляді пастки, що може захопити нематоду.